# Frontera entre Libia y Sudán
La frontera entre Libia y Sudán es el límite que separa a los territorios de Libia y Sudán en el desierto del Sahara.

## Trazado
Al norte, la frontera inicia en la triple frontera que se produce por la intersección entre las fronteras Egipto-Libia por un lado, y Egipto-Sudán por el otro (22° 00′ N, 25° 00′ E).
Luego sigue por el meridiano 25° E en dirección del sur, a través de Sáhara, hasta 20° 00′ N, 25° 00′ E
(221 km). En este punto se orienta hacia el oeste siguiendo el paralelo 20° N hasta las coordenadas 20° 00′ N, 24° 00′ E
(105 km). De aquí retoma la dirección al sur hasta 19° 30′ N, 24° 00′ E, punto triple con las fronteras Libia-Chad y Sudán-Chad (55 km).
Las tres secciones de la frontera son segmentos de paralelos o de meridianos. En total mide 381 km.

## Historia
En 19 de enero de 1899, el acuerdo entre el Jedivato de Egipto y el Reino Unido en lo relativo al Sudán anglo-egipcio fijó la línea norte de éste en el paralelo 22°, pero no precisó su límite oeste. Este fue establecido en 1925 por un acuerdo entre Italia y el Reino Unido: el límite sur entre Egipto y Libia (entonces colonia italiana) fue fijado al punto de coordinadas 22° N y 25° E.
Al sur, las colonias británicas y francesas se delimitaron el 21 de marzo de 1899 por una línea que inicia a la intersección entre el trópico del Cáncer y el meridiano 16.º este y que se extiende hacia el sudeste hasta el meridiano 24.º este. La convención anglo-francesa del 8 de septiembre de 1919 definió más precisamente este límite en 19°30′ N. La línea separaba entonces al Sudán anglo-egipcio del Chad francés.
En 1925, el rincón noroeste de Sudán formó pues un triángulo, nombrado triángulo de Sarra. El 20 de julio de 1934, la administración de este triángulo fue transferida en Italia y la frontera entre ambos asentamientos tomó el trazado actual. El Reino de Libia resultó independiente el 24 de diciembre de 1951 y Sudán el 1 de enero de 1956; el trazado de la frontera no fue modificado durante estas independencias.